# Romitorio di Santa Maria Maddalena
Il romitorio di Santa Maria Maddalena si trova in posizione isolata nei pressi di Montepescali, nel territorio comunale di Grosseto, raggiungibile attraverso sentieri e strade sterrate.

## Storia
Il complesso religioso fu costruito in epoca medievale, quasi certamente nel corso del Duecento, lungo l'antica via di san Guglielmo che conduceva fino all'eremo di Malavalle.
La chiesa era parte integrante di un complesso monastico minore, appartenuto originariamente all'Ordine dei Guglielmiti; nei secoli successivi, pur passando ad altri ordini religiosi, la struttura ha sempre conservato le sue funzioni eremitiche.
Soltanto nel corso del Cinquecento, per evitare l'abbandono, l'edificio religioso fu trasformato in cappella rurale, dove spesso si recavano alcuni fedeli in preghiera. Tuttavia, le nuove funzioni a cui venne adibito il complesso non impedirono il suo completo abbandono che iniziò a verificarsi attorno alla seconda metà del Settecento.

## Descrizione

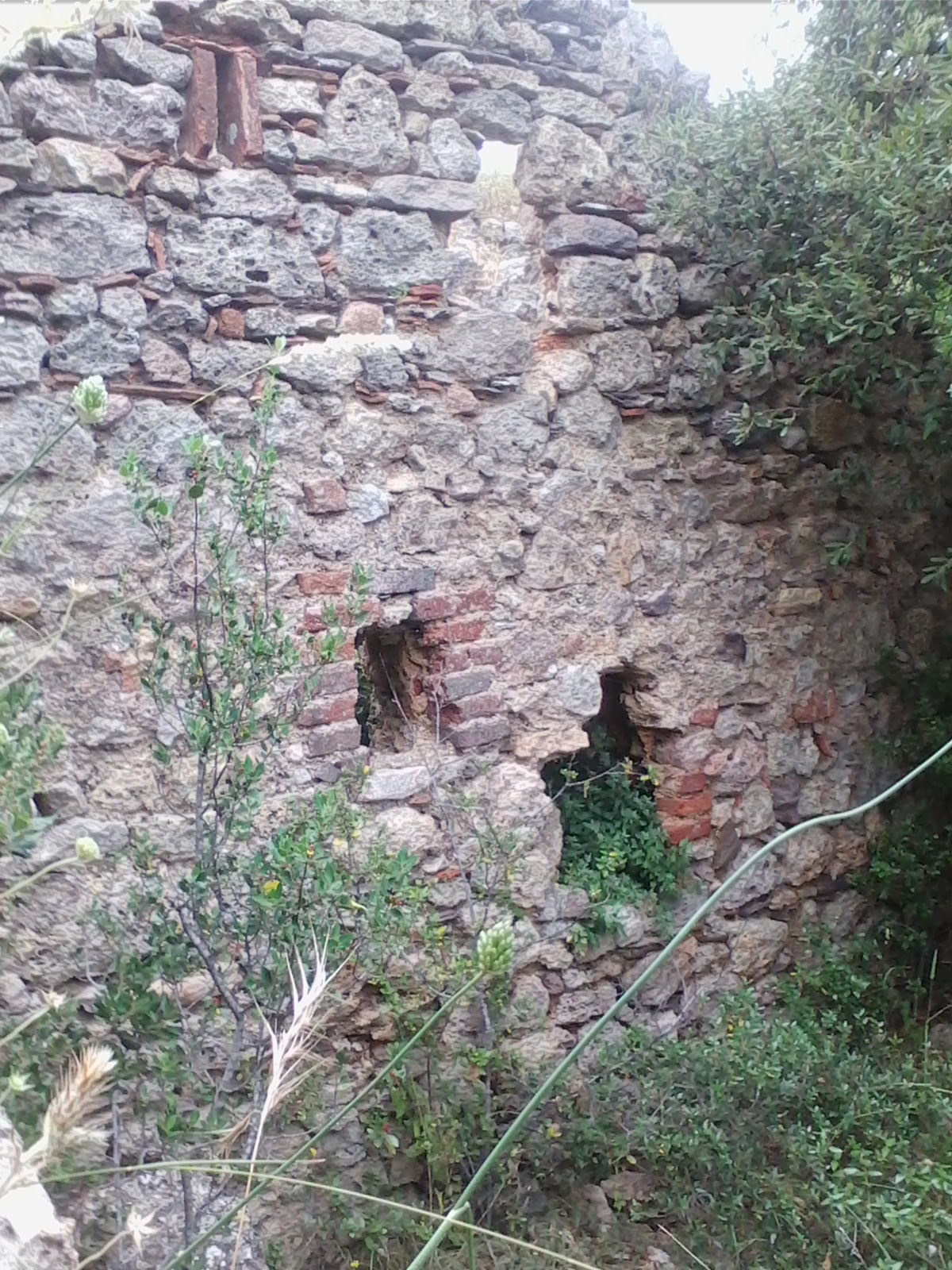
Parete laterale edificio annesso

Il romitorio di Santa Maria Maddalena si presenta, in stato di rudere, come un complesso costituito da una piccola chiesa e da altri edifici annessi che racchiudono un piccolo cortile con la cisterna, dove originariamente doveva affacciarsi un chiostro.
L'edificio religioso, a navata unica priva dell'abside, presenta le strutture murarie in pietra, con la facciata caratterizzata dalla porta d'ingresso architravata con arco romanico a tutto sesto. Ai lati della porta ci sono due aperture (una a destra e l'altra a sinistra), tipiche delle cappelle rurali: queste sono state aggiunte a seguito della ristrutturazione cinquecentesca.

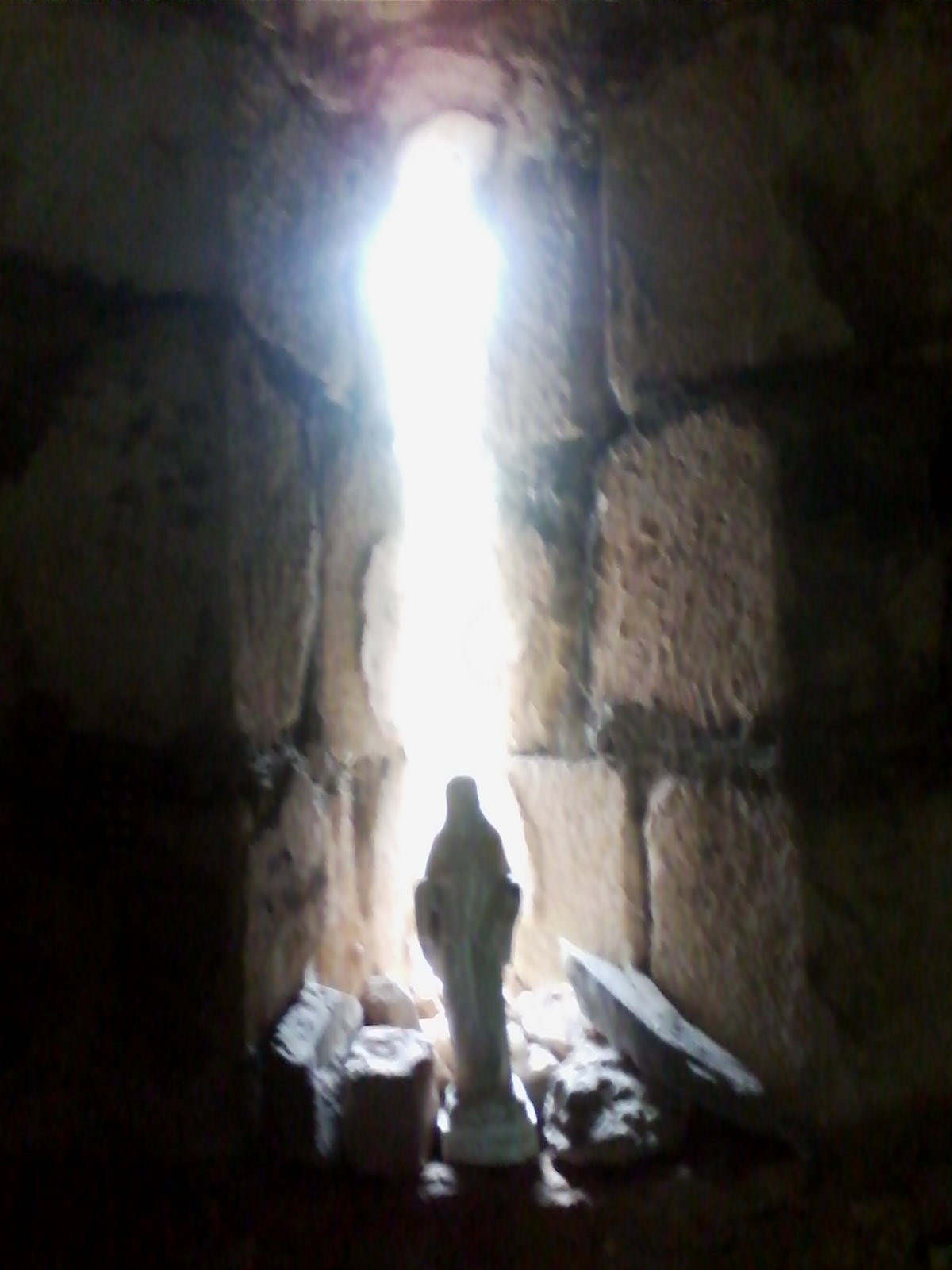
Particolare interno

Le strutture murarie in pietra degli edifici annessi sembrano essere di epoche postmedievali.